# Schottenbauweise

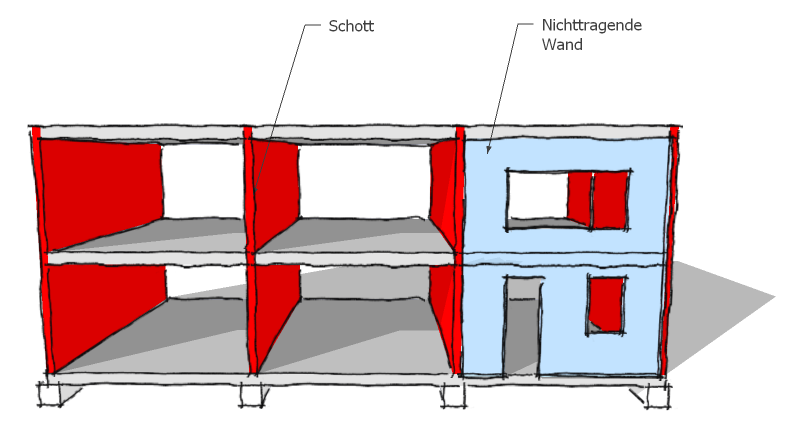
Schottenbauweise: tragende Wände sind rot dargestellt, nichttragende blau

Eine Schottenbauweise ist eine Form eines Tragwerks bei Bauwerken. Die tragenden Wände werden hierbei in Querrichtung angeordnet. Es handelt sich um ein Flächentragwerk, die Lasten der Geschossdecken (Platte) und des Daches werden von den Schotten (Scheibe) abgetragen. 
Die Außenwände in Längsrichtung und innenliegende Trennwände sind von ihrer statischen Funktion befreit. Die Fassaden können relativ frei gestaltet werden, zum Beispiel mit langen Fensterbändern. Die Innenwände können sehr leicht, zum Beispiel in Trockenbauweise ausgeführt werden, der Grundriss ist – zwischen den Schotten – flexibel und kann beliebig verändert werden. 
Die Schottenbauweise ist hinsichtlich ihrer Flexibilität zwischen den Tragwerken Massivbau und Skelettbau einzuordnen. Häufig gibt es Vermischungen mit diesen Tragwerksarten. 
Verwendet wird diese Bauweise vor allem im Geschosswohnungsbau. Vorteilhaft ist hier eine Ost-West-Ausrichtung der Wohnungen, da die Außenwände in Längsrichtung großzügig geöffnet werden können. Die Schotten trennen die einzelnen Zellen, die meist einer Wohneinheit entsprechen, auch in akustischer und brandschutztechnischer Hinsicht.
Bekannte Bauwerke in Schottenbauweise sind:
- „Haus mit einer Mauer“, Patent von Adolf Loos, 1921, Siedlung „Am Heuberg“ 1921–1924, 40 Wohnungen[1]
- Villa Sarabhai Ahmedabad, 1956, Le Corbusier
- Eternit-Haus (offizielle Bezeichnung: Interbau Objekt 25 A) Berlin-Hansaviertel, 1957, Paul Baumgarten
- Siedlung Halen bei Bern, 1962, Atelier 5
- Merker-Park Baden, 2009, Zulauf&Schmidlin